# Połonne (rejon włodzimierzecki)
Połonne (ukr. Полонне) – nieistniejąca wieś na Ukrainie w rejonie włodzimierzeckim obwodu rówieńskiego.
W okresie II Rzeczypospolitej wieś należała do gminy Rafałówka, w powiecie sarneńskim, w województwie wołyńskim.

## Położenie
Połonne leżały na południowy wschód od miasta Warasz (ukr. Вараш) a na zachód od wsi Zabłocie (ukr. Заболоття).